# 達奚武
達奚 武（たつけい ぶ、504年 - 570年）は、中国の西魏から北周にかけての軍人。字は成興。本貫は代郡。

## 経歴
北魏の汧城鎮将の達奚長の子として生まれた。賀抜岳に従って別将となり、関中に入った。戦功により羽林監・子都督に任ぜられた。賀抜岳が侯莫陳悦に殺害されると、達奚武は趙貴とともに賀抜岳の遺体を収容し、平涼に帰ると、宇文泰を後継者として立てた。宇文泰の下で侯莫陳悦を討ち、中散大夫・都督に任ぜられ、須昌県伯に封ぜられた。孝武帝が関中に入ると、直寝に任ぜられ、大丞相府中兵参軍に転じた。535年、東秦州刺史として出向し、散騎常侍を加えられ、爵位は公に進んだ。
高歓が竇泰・高昂とともに三道に分かれて西魏に侵攻してくると、宇文泰は兵力を集中して竇泰を攻撃するよう主張したが、諸将には異議が多く、ただ達奚武と蘇綽のみが宇文泰に同意して、竇泰を捕らえた。高歓が撤退し、宇文泰が弘農を落とすべく、達奚武を偵察に派遣すると、達奚武は2騎を従えて動静をうかがい、東魏側の斥候と遭遇して交戦し、6人を斬り、3人を捕らえて帰還した。高歓が沙苑にやってくると、宇文泰は達奚武を派遣して偵察させた。達奚武は3騎を従えて、衣服を敵のものに着替えて潜入した。敵情をつぶさに宇文泰に報告して、かれの得た情報をもとに有利に戦い、東魏軍を撃破した。大都督に任ぜられ、高陽郡公に進み、車騎大将軍・儀同三司となった。
538年、宇文泰が洛陽を救援すると、達奚武は1000騎を率いて先鋒をつとめた。穀城に到着し、李弼とともに莫多婁貸文を撃破した。河橋に進軍し、東魏の司徒の高昂を斬った。侍中・驃騎大将軍・開府儀同三司に転じ、北雍州刺史として出向した。邙山で戦い、西魏軍が敗れると、高歓が勝利に乗じて陝県まで進軍したが、達奚武は兵を率いて防御にあたり、高歓を撤退させた。後に大将軍に進んだ。
551年、3万の兵を率いて南征し、南朝梁の将軍の楊賢を武興で降し、梁深を白馬で降した。南朝梁の梁州刺史・宜豊侯の蕭循が南鄭を守り、達奚武は数十日にわたって包囲すると、蕭循が降伏を願い出たので、達奚武は包囲を解いた。南朝梁の武陵王蕭紀が部将の楊乾運らを派遣して蕭循の救援に向かわせたので、蕭循は城から出てこなくなった。達奚武は二面から敵を受けるのを恐れ、精鋭の騎兵3000を率いて、白馬で楊乾運を迎え撃ち、楊乾運を敗走させた。達奚武が蜀軍の捕虜を城下に並べると、蕭循は援軍の敗れたのを知り、降伏した。剣閣以北の地が西魏のものとなった。552年、達奚武は長安に凱旋した。朝廷は議論して達奚武を柱国としようとしたが、達奚武は元子孝の前には受けないと言って固辞した。大将軍として玉壁に駐屯した。楽昌・胡営・新城の3拠点を築いた。北斉の将軍の高苟子が1000騎で新城に攻めかかると、達奚武はこれを迎え撃って、ことごとく捕らえた。
557年、北周の孝閔帝が即位すると、柱国・大司寇に任ぜられた。北斉の北豫州刺史の司馬消難が帰順してくると、達奚武は楊忠とともに司馬消難を迎えた。559年、大宗伯に転じ、鄭国公に進んだ。北斉の斛律敦が汾州・絳州に侵入すると、達奚武は1万騎を率いて防御にあたり、斛律敦を撤退させた。柏壁城を築き、開府の権厳・薛羽生に守らせた。
563年、太保に転じた。北周が東征軍を起こすと、随国公楊忠が突厥の兵を率いて北道を進み、達奚武は3万騎を率いて東道を進み、晋陽での合流を計画した。達奚武は平陽に到着すると、後詰めを期待して進まず、楊忠がすでに軍を返したのを知らなかった。北斉の将軍の斛律光が「鴻鶴は寥廓ですでに翔び、羅者はなお沮沢に視るなり」と達奚武に書き送ると、達奚武はさとって軍を返した。同州刺史として出向した。564年、宇文護に従って東征した。ときに尉遅迥が洛陽を囲んで、北斉に敗れていた。達奚武と斉王宇文憲は邙山を守った。夜、敗軍を収容した。宇文憲は夜明けを待ってさらに戦おうとし、達奚武は撤退を主張した。達奚武は、「洛陽の軍が逃げ散り、兵士は動揺しています。もし夜のうちにすみやかに撤退しなければ、明日には帰還できなくなるでしょう」と言った。宇文憲は従い、全軍を撤退させた。568年、達奚武は太傅に転じた。
570年10月、67歳で死去した。太傅・十五州諸軍事・同州刺史の位を追贈された。諡は桓といった。
子に達奚震・達奚惎があり、達奚震が後を嗣いだ。

## 伝記資料
- 『周書』巻19 列伝第11
- 『北史』巻65 列伝第53